# Батрић Жугић
Батрић Жугић (Новаковићи, код Жабљака, 1912 — Жабљак, 21. март 1942), учесник Народноослободилачке борбе и народни херој Југославије.

## Биографија
Рођен је 1912. године у Новаковићима, код Жабљака. Његов отац Јаков је рано умро и пошто му је старији брат наставио школовање, он је после завршетка основне школе, остао на имању с мајком и млађом сестром. Иако је остао на селу и бавио се земљорадњом, није запоставио своје образовање. Дружио се са студентима, од којих су неки припадали револуционарном покрету, па је преко њих добио прва сазнања о револуционарним идејама и комунизму. 
Учествовао је у демонстрацијама у Никшићу, 1938. године и у више сукоба са жандармима приликом њихових покушаја да растуре опозиционе зборове. После низа акција у којима је учествовао, 1939. године је постао члан Комунистичке партије Југославије (КПЈ). У октобру 1940. године, у његовом селу је организован скуп у спомен на комунисту Александра Мандића, који је од батина умро у полицији. Када су жандарми покушали да разбију тај скуп, Батрић је први пошао на њихов кордон, право на командира, зграбио му пушку с бајонетом и ударио га кундаком. Понета његовим примером, маса је такође јурнула и растерала жандарме. 
Априлски рат и капитулација, 1941. године су га затекли као војника Југословенске војске, који се, одбивши да се преда, вартио кући са пуном војничком опремом. У току припрема за организовање устанка, био је изабран за секретара партијске ћелије у свом селу и кооптиран за члана Месног комитета КПЈ за Жабљак. Тада је са још више залагања и ризика радио на мобилизацији народа за устанак, на прикупљању оружја и муниције и на војничком обучавању омладине. 
У многим окршајима с непријатељем током Тринаестојулског устанка испољио је храброст и смелост. Посебно се памти његов подвиг током неуспеле Пљеваљске битке, 1. децембра 1941. године. Тада му је као једном од најистакнутијих и најхрабријих бораца Језерошаранског батаљона Црногорског одреда за операције у Санџаку, додељена батаљонска застава. Налазио се у Другој чети, која је имала задатак да убије команданта италијанске дивизије. Пошто је у првом додиру са непријатељем, погинуо командант батаљона, Батрић се са једним водом пробио према згради у којој је требало да буде италијански генерал. Када је видио да је генерал већ побегао у утврђену зграду школу, Батрић је с водом кренуо тамо, али га је зауставила јака ватра из цркве. Да би уништио Италијане који су се у цркви забарикадирали, он се, на челу бомбашког одељења, кроз кишу митраљеских рафала, са заставом побио до цркве, попео на звоник и одозго бомбама уништио непријатеља. Истакавши заставу на звонику, остао је у цркви са својим водом и целог дана тукао много јаче непријатељске снаге које су више пута покушавале противнападом да овладају црквом. У једном моменту, користећи се мраком, сишао је с цркве и успео да се приближи до самих прозора школе, одакле су Италијани концентричном ватром тукли цркву и све друге положаје. Кроз приземни прозор убацио је у просторије противтенковску бомбу, наневши Италијанима велике губитке. Ноћу, кад су се из града повукли готово сви партизани, Батрић је са својим људима изашао из Пљеваља, штитећи им одступницу и чувајући заставу. 
Истакао се и у борбама против четника на фронту код Колашина, где је био заменик команданта Команде сињајевинског сектора. У јуришу на утврђену кућу четничког издајника Саве Лазаревића, у селу Горње Липово, 17. марта 1942. године, пао је тешко рањен. Умро је у ноћи 21/22. марта у партизанској болници у Жабљаку.
Указом председника Федеративне Народне Републике Југославије Јосипа Броза Тита, 27. новембра 1953. године, проглашен је за народног хероја.